# Pseudophera tibialis
Pseudophera tibialis är en insektsart som beskrevs av Schmidt 1928. Pseudophera tibialis ingår i släktet Pseudophera och familjen dvärgstritar.
Artens utbredningsområde är Ecuador. Inga underarter finns listade i Catalogue of Life.